# Спрус-Гров (тауншип, округ Белтрами, Миннесота)
Спрус-Гров (англ. Spruce Grove) — тауншип в округе Белтрами, Миннесота, США. На 2000 год его население составило 63 человека.

## География
По данным Бюро переписи населения США площадь тауншипа составляет 89,6 км², из которых 89,6 км² занимает суша, водоёмов нет.

## Демография
По данным переписи населения 2000 года здесь находились 63 человека, 22 домохозяйства и 17 семей. Плотность населения — 0,7 чел./км². На территории тауншипа расположено 39 построек со средней плотностью 0,4 построек на один квадратный километр. Расовый состав населения: 100,00 % белых.
Из 22 домохозяйств в 27,3 % воспитывались дети до 18 лет, в 72,7 % проживали супружеские пары и в 22,7 % домохозяйств проживали несемейные люди. 22,7 % домохозяйств состояли из одного человека, при том 9,1 % из — одиноких пожилых людей старше 65 лет. Средний размер домохозяйства — 2,86, а семьи — 3,41 человека.
23,8 % населения — младше 18 лет, 11,1 % — в возрасте от 18 до 24 лет, 23,8 % — от 25 до 44, 23,8 % — от 45 до 64, и 17,5 % — старше 65 лет. Средний возраст — 42 года. На каждые 100 женщин приходилось 117,2 мужчин. На каждые 100 женщин старше 18 приходилось 118,2 мужчин.
Средний годовой доход домохозяйства составлял 28 333 доллара, а средний годовой доход семьи — 30 417 долларов. Средний доход мужчин — 25 000 долларов, в то время как у женщин — 18 750. Доход на душу населения составил 10 498 долларов. За чертой бедности не находилась ни одна семья и 8,7 % всего населения тауншипа.